# Satz von Serre und Swan
In der Mathematik stellt der Satz von Serre und Swan einen Zusammenhang zwischen Vektorbündeln und projektiven Moduln oder, in K-theoretischer Formulierung, zwischen der K-Theorie eines Raumes und seiner Funktionenalgebra her.

## Vektorbündel und projektive Moduln
Zu einem Vektorbündel {\displaystyle E\to X} über einem topologischen Raum {\displaystyle X} sei {\displaystyle \Gamma (E)} der Vektorraum seiner Schnitte. Dieser ist ein Modul über dem Ring {\displaystyle C(X)} der stetigen Funktionen.
Man kann zeigen, dass {\displaystyle \Gamma (E)} ein endlich erzeugter, projektiver {\displaystyle C(X)}-Modul ist.
Sei {\displaystyle \mathrm {Vect} (X)} die Halbgruppe der Isomorphieklassen der Vektorbündel über {\displaystyle X} mit der Whitney-Summe {\displaystyle \oplus } als Verknüpfung und {\displaystyle \mathrm {Proj} (C(X))} die Halbgruppe der Isomorphieklassen endlich erzeugter, projektiver {\displaystyle C(X)}-Moduln.
Die auf Vertretern definierte Zuordnung
{\displaystyle {\begin{aligned}\Gamma \colon \mathrm {Vect} (X)&\to \mathrm {Proj} (C(X))\\E&\mapsto \Gamma (E)\end{aligned}}}
ist wohldefiniert und ein Homomorphismus von Monoiden, das heißt, es gilt {\displaystyle \Gamma (E_{1}\oplus E_{2})=\Gamma (E_{1})\oplus \Gamma (E_{2})}. In dieser Formel wird nicht zwischen Isomorphieklassen und Vertretern daraus unterschieden, was wegen der Wohldefiniertheit möglich ist.
Der Satz von Serre und Swan besagt, dass für einen kompakten Hausdorff-Raum {\displaystyle X} diese Zuordnung eine Bijektion {\displaystyle \mathrm {Vect} (X)\to \mathrm {Proj} (C(X))} ist.

## K-theoretische Formulierung
Da die topologische K-Theorie eines Raumes {\displaystyle X} die Grothendieck-Gruppe der Halbgruppe {\displaystyle \mathrm {Vect} (X)} und die topologische K-Theorie der Banachalgebra {\displaystyle C(X)} die Grothendieck-Gruppe der Halbgruppe {\displaystyle \mathrm {Proj} (C(X))} ist, folgt aus dem Satz von Serre und Swan unmittelbar der Isomorphismus
{\displaystyle K^{0}(X)\cong K_{0}(C(X))}
für jeden kompakten Hausdorff-Raum {\displaystyle X}.